# Интерфейс
Интерфе́йс (от англ. interface) или стык — граница между двумя функциональными объектами, требования к которой определяются стандартом; совокупность средств, методов и правил взаимодействия (управления, контроля и т. д.) между элементами системы.
Примеры:
- элементы электронного аппарата (телевизора, автомагнитолы, часов и т. п.), такие как дисплей, набор кнопок и переключателей для настройки плюс правила управления ими, относятся к человеко-машинному интерфейсу;
- клавиатура, мышь и пр. устройства ввода — элементы интерфейса «человек — компьютер».

## Интерфейсы винформатикеи вычислительной технике

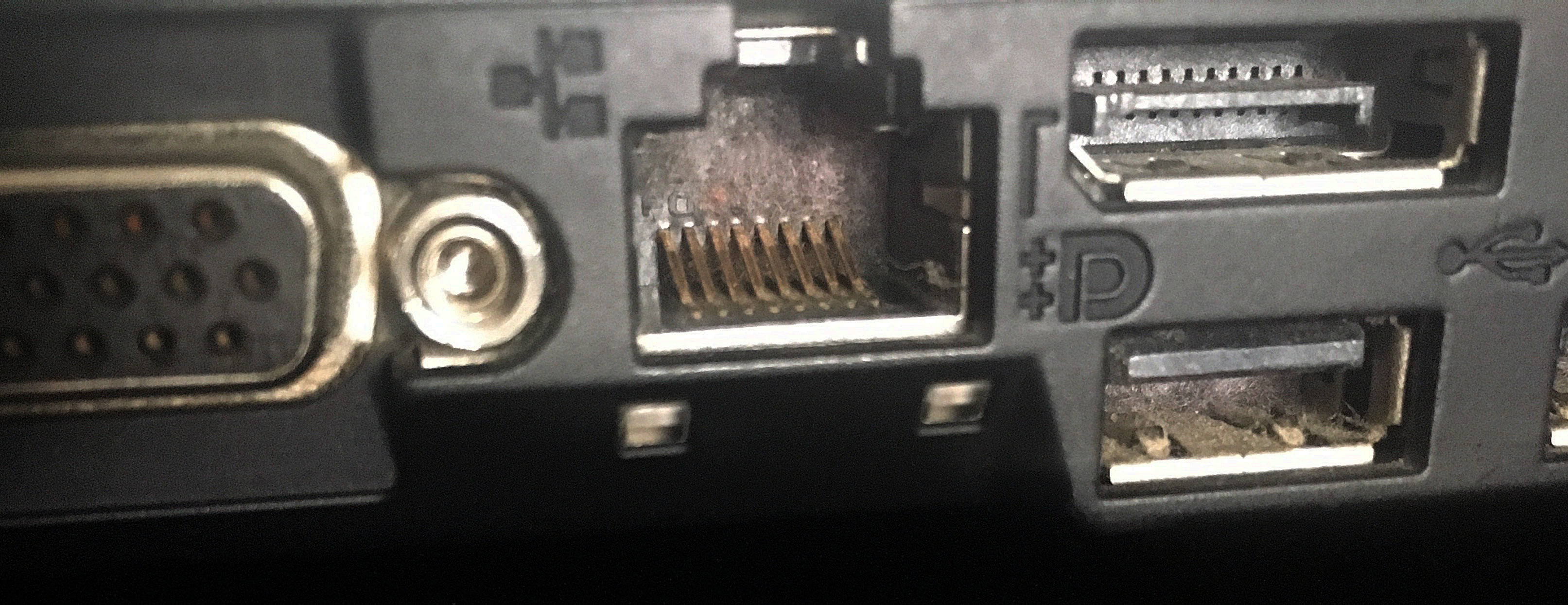
Аппаратные интерфейсы портативного компьютера: сетевой разъем Ethernet (в центре), слева часть порта VGA, справа вверху разъем DisplayPort, справа внизу USB 2.0

В наиболее общем смысле интерфейсом называется общая граница, через которую передаётся информация (стандарт ISO 24765).
В вычислительной системе взаимодействие может осуществляться на пользовательском, программном и аппаратном уровнях.

### Способ взаимодействия физических устройств
Физический (аппаратный интерфейс) — способ взаимодействия физических устройств. Чаще всего речь идёт о компьютерных портах (разъёмах).
- Сетевой интерфейс
- Сетевой шлюз — устройство, соединяющее локальную сеть с более крупной, например, Интернетом
- Шина (компьютер)

Стандартный интерфейс — совокупность унифицированных технических, программных и конструктивных средств, основанных на стандарте, реализующих взаимодействие различных функциональных элементов в информационной системе, обеспечивающих информационную, электрическую и конструктивную совместимость этих элементов. Стык — место соединения устройств сети передачи данных. Связь между понятиями протокол и интерфейс не всегда однозначна: интерфейс может содержать элементы протокола, а протокол, в свою очередь, может охватывать несколько интерфейсов (стыков). Основная идея использования стандартных интерфейсов и протоколов — унификация меж- и внутрисистемных и меж- и внутрисетевых связей для повышения эффективности проектирования вычислительных систем.

### Способ взаимодействия программных компонентов
- Прикладной программный интерфейс (API) — набор стандартных библиотечных методов, которые программист может использовать для доступа к функциональности другой программы.
- Удалённый вызов процедур
- COM-интерфейс
- Интерфейс объектно-ориентированного программирования — описание методов взаимодействия объектов приложения на уровне исходного кода
- Запись голосовой команды в мобильном приложении или веб-браузере информационных систем; дополнение аудиозаписи идентификатором и прочими метаданными; передача в Интеграционную шину Ассистента речевого управления произвольным интерфейсом; получение от Интеграционной шины идентификатора распознанной команды и её параметра; отправка и исполнение распознанной голосовой команды управления веб-интерфейсом на стороне информационной системы.[6]
- Через графический веб-интерфейс, имеющий картографическую основу и позволяющий визуализировать приём, обработку, регистрацию и передачу данных, обеспечивая предоставление цифровых услуг. Область применения: информационное обеспечение и взаимодействие судов и береговых систем мониторинга и управления. Функциональные возможности: сопряжение с сервисами e-Навигации; обеспечение интерактивной работы с сервисами e-Навигации; отображение данных на электронной навигационной карте; предоставление пользователю необходимых инструментов для работы с сервисами е-Навигации.[7]

### Способ взаимодействия человека и техники
Человеко-компьютерное взаимодействие (ЧКИ или HCI - human-computer interaction) — полидисциплинарное научное направление, существующее и развивающееся в целях совершенствования методов разработки, оценки и внедрения интерактивных компьютерных систем, предназначенных для использования человеком, а также в целях исследования различных аспектов этого использования.
Интерфейс пользователя: совокупность средств, при помощи которых пользователь взаимодействует с различными программами и устройствами:
- Интерфейс командной строки: инструкции компьютеру даются путём ввода с клавиатуры текстовых строк (команд).
- Графический интерфейс пользователя: программные функции представляются графическими элементами экрана, WIMP
- SILK-интерфейс (от speech — речь, image — образ, language — язык, knowledge — знание): взаимодействие с компьютером посредством речи.
- Жестовый интерфейс: сенсорный экран, руль, джойстик и т. д.
- Нейрокомпьютерный интерфейс: отвечает за обмен между нейронами и электронным устройством при помощи специальных имплантированных электродов.